# Лысина-Космацкая
Лысина-Косма́цкая — гора в Украинских Карпатах, в массиве Покутско-Буковинские Карпаты. Расположена на границе Надворнянского и Косовского районов Ивано-Франковской области, юго-западнее села Космач.
Высота 1465,1 м (по другим данным — 1466 м). Вершина незалесена, склоны крутые (особенно северный и восточный), поросшие лесом. Южнее расположена высочайшая вершина Покутско-буковинских Карпат — Ротыло (1491 м), на юго-запад — гора Хорде (1478,7 м), на юго-восток — гора Грегит (1472 м).
Ближайший населенный пункт: село Космач.